# New York Edition

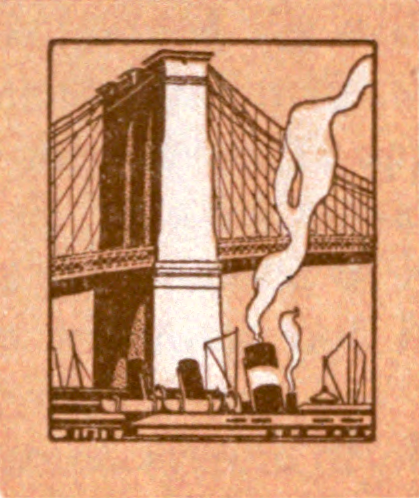
Image de couvertute des Novels and Tales of Henry James (1907).

New York Edition est le titre d'une collection de 24 volumes reprenant des œuvres de fiction de Henry James, réalisée par l'auteur lui-même entre 1905 et 1909. Le titre original, The Novels and Tales of Henry James, est tombé en désuétude au profit de l'appellation New York Edition. Après sa mort, deux volumes supplémentaires sont parus en 1918.

## New York Edition
Soucieux de sa postérité artistique, Henry James conçut le projet d'une édition de ses œuvres, nouvelles et romans. Profitant de son séjour aux États-Unis en 1903, il mit au point ce projet avec les Éditions Scribner.
Il envisageait dès l'origine une édition sélective (en particulier, les « scènes américaines » furent laissées de côté : les romans Le Regard aux aguets, Les Européens, Washington Square et Les Bostoniennes, ainsi que la plupart des nouvelles américaines n'y figurent pas).
Il souhaitait intituler cette édition « New York Edition » afin de « relier explicitement l'ensemble à ma ville natale ».
Cette « New York Edition » devait être composée de 23 volumes (tout comme les œuvres complètes de Balzac que James admirait) et était organisée non pas dans l'ordre chronologique, mais par thèmes et sujets. En réalité, devant le nombre important de nouvelles, les Éditions Scribner furent obligées d'ajouter un vingt-quatrième volume et James, irrité, écrivit dans une longue lettre « [...] l'heureux ensemble est – je le vois bien – dérangé ».
Plus qu'une simple réunion, James reprit tous ses anciens textes et les modifia sensiblement, en particulier Portrait de femme.
Entre 1906 et 1908, il écrivit dix-huit préfaces qui détaillent à la fois la genèse des œuvres et ses propres théories littéraires.
Publiée entre décembre 1907 et 1909, cette édition fut augmentée, après le décès de l'auteur, de deux nouveaux volumes contenant respectivement The Ivory Tower et The Sense of the Past.